# Csepcsányi Gábor
Csepcsányi és mutinai Csepcsányi Gábor (Eger, 1775. június 17. – Pozsony, 1841. február 5.) akadémiai tanár, több megye táblabírója, költő.

## Élete
1793-tól a kassai, 1810. május 10-étől 1831-ig a pozsonyi akadémián a mennyiségtan tanára; 1810. december 10-étől prosenior, 1833. január 2-ától senior volt. Katona után Danielik piarista rendinek irja; az lehetett fiatalabb korában, de csak rövid ideig, mert később világi tanár volt Kassán, megnősült és családot alapított.

## Munkái
- Mária Antoniának Francziaország királynéjának megöletése. Vácz, 1793
- Hasznos mulatság. Uo. 1796 (költemények, elmélkedések)
- A békességre. Pest, 1798 (költemény)
- Szabó András úr ő nagyságának első kassai püspöknek örvendetes bejövetelére. Kassa, 1804 (költemény)
- Elementa matheseos purae. Fasc. I. Algebra. Fasc. II. Geometria pura. Posonii, 1827